# Periclimenaeus pectinidactylus
Periclimenaeus pectinidactylus is een garnalensoort uit de familie van de Palaemonidae. De wetenschappelijke naam van de soort is voor het eerst geldig gepubliceerd in 2009 door Duriš, Horká & Sandford.